# 北新田川
北新田川（きたしんでんがわ）は、愛知県日進市・長久手市を流れる天白川水系の普通河川。岩崎川の支川である。河川コードは2300520000。

## 地理
愛知県長久手市・日進市境の、愛知県農業総合試験場付近の谷間、日進市東部丘陵に源を発し、アヤメ池を経て西流、福井川を合わせて南へ流れ、岩崎川に合流する。流域面積は約4.32平方キロメートル。
流域には現在でも田園風景が残っている。

### 名称の由来
北新田という地名は、岩崎村の北にある新田ということから名付けられた。中流の一部区間のみ『新田川』とする地図も存在する。
北新田川に対して、岩藤川（岩崎川上流部）は岩藤新田川とも呼ばれる。

### 流域の周辺施設
- 狐塚稲荷社
- 清重寺
- 芳浄苑霊園
- 阿良池公園
- 阿良池団地
- 日進ジャンクション
- 相野山福祉会館
- 北新田区民会館
- 北新田保育園
- 北新田区公民館
- 御嶽神社
- 愛知学院大学日進キャンパス
- 愛知県口論義運動公園
- 愛知用水
- 愛知県農業総合試験場

## 自然
北新田川の流れる日進市北新区は、日進市の中でも比較的自然豊かな地区とされる。

### 生物
北新田川にはコイが生息しており、観光コースの名所のひとつとなっている。

## 主なため池
流域の主なため池を記載する。
| 名称     | よみ         | 画像     | 所在地                                   | 所有者       | 諸元      | 諸元          | 諸元     | 諸元          | 流出水   | 備考     |
| 名称     | よみ         | 画像     | 所在地                                   | 所有者       | 面積 (m2) | 貯水量 (千m3) | 堤高 (m) | 流域面積 (ha) | 流出水   | 備考     |
| -------- | ------------ | -------- | ---------------------------------------- | ------------ | --------- | ------------- | -------- | ------------- | -------- | -------- |
| 桜ケ池   | さくらがいけ |          | 長久手市岩作三ケ峯                       |              |           |               |          |               | 北新田川 |          |
| アヤメ池 | あやめいけ   |          | 長久手市岩作三ケ峯・日進市岩藤町一ノ廻間 |              |           |               |          |               | 北新田川 | あやめ池 |
| 林池     | はやしいけ   |          | 日進市北新町林                           | （一社）北新 |           | 50            | 7.3      |               | 北新田川 |          |
| 新池     | しんいけ     |          | 日進市岩崎町阿良池                       |              |           |               |          |               | 北新田川 |          |
| 生出し池 | はえだしいけ | 生出し池 | 日進市北新町生出し                       | （一社）北新 |           | 16.9          | 4        |               | 北新田川 | 般若池   |
| 阿良池   | あらいけ     |          | 日進市岩崎町四ツ池                       | （一社）岩崎 |           | 11            | 6.8      |               | 北新田川 |          |

## 橋梁
下流から順に記載する。
- 芝内橋
- 善鐘橋
- 平池橋
- 北新田川橋（東名高速道路）
- 薬師橋
- 新田西橋
- 小牛橋
- 殿ヶ池橋
- 水分橋（愛知県道233号岩作諸輪線）
- 新田中橋

- その他、名称不明の橋も存在する。

## 主な支川

### 福井川
北新田川の支川。普通河川である。
愛知県長久手市横道に源を発し、愛知用水から取水後、愛知県農業総合試験場からの流路を合わせ南下し、日進市北新町駒ヶ池で北新田川に合流する。2000年（平成12年）には砂防河川改修工事が行われた。
付近にはリニモが通っており、その立地を生かして、流域では日進東口論義土地区画整理事業が行われている。
また、流域にはかつて金萩遺跡と呼ばれる遺跡が存在し、ナイフ形石器などが発掘されている。

#### 橋梁
下流から順に記載する。
- 鶯橋（愛知県道233号岩作諸輪線新道）
- 北新田橋（愛知県道233号岩作諸輪線新道）
- 金萩橋
- 鶯橋
- 福井橋（愛知県道233号岩作諸輪線）

### その他
北新田川には、福井川以外にも名称不明の支川が存在する。

#### 橋梁
唯一名前のある橋梁が架かる河川のものを下流から順に記載する。
- 薬師小橋
- 境橋
- 二段場橋